# فوئنتلساس د سریا
فوئنتلساس د سریا (به اسپانیایی: Fuentelsaz de Soria) یک دهستان در اسپانیا است که در سریا واقع شده‌است.

## خصوصیات
فوئنتلساس د سریا ۲۶ کیلومترمربع مساحت و ۵۳ نفر جمعیت دارد.